# Klaus Voormann
Klaus Voormann (ur. 29 kwietnia 1938 w Berlinie) – niemiecki artysta, muzyk oraz producent muzyczny.  Laureat dwóch nagród Grammy: za okładkę albumu „Revolver” zespołu The Beatles (1966) oraz udział w koncercie charytatywnym na rzecz Bangladeszu George’a Harrisona (1971). Trzeci raz był nominowany za okładkę własnego albumu Voormann & Friends - A Sideman’s Journey (2011). Zaprojektował ponad 100 okładek płyt, książek i plakatów m.in. dla zespołów The Beatles, Bee Gees, Wet Wet Wet oraz Turbonegro.

## Kariera
Od 8 do 15 roku życia uczył się gry na fortepianie. Studiował sztukę w berlińskiej Meisterschule für Grafik und Buchgewerbe i w Meisterschule für Gestaltung w Hamburgu. Następnie rozpoczął pracę jako grafik i ilustrator w Düsseldorfie, a potem przez kilka miesięcy pracował w agencji reklamowej w Londynie. Karierę muzyczną zaczął na początku lat 60., kiedy został członkiem zespołu Paddy, Klaus & Gibson. W 1966 dołączył do zespołu Manfreda Manna, z którym występował do 1969. Później pracował jako muzyk sesyjny, grając m.in. w solowych przedsięwzięciach Lou Reeda, Carly Simon, Jamesa Taylora i Harry’ego Nilssona. Był także członkiem grupy  The Plastic Ono Band, w składzie z Johnem Lennonem, Yoko Ono, Alanem White i Erikiem Claptonem, występując na ich albumie Live Peace in Toronto 1969.
W latach 70. mieszkał w Los Angeles, gdzie wystąpił w zespole George’a Harrisona w słynnym pierwszym w historii koncercie charytatywnym na rzecz Bangladeszu, który odbył się w nowojorskim Madison Square Garden w sierpniu 1971. Był muzykiem studyjnym w utworach takich wykonawców, jak: B.B. King, Jerry Lee Lewis, Lou Reed, Leon Russell, Badfinger, Donovan, Randy Newman, Howlin’ Wolf, Peter Frampton, Martha Reeves, The Band, Dr. John, Ry Cooder, Larry Carlton, Art Garfunkel.
W latach 80. wrócił do Niemiec, gdzie wypromował zespół Trio i ich światowy hit Da Da Da.
W 2009 roku Voormann wydał swój debiutancki solowy album A Sideman's Journey, na którym wystąpiło wielu znanych muzyków, głównie sesyjnych, występujących jako „Voormann and Friends”, w tym dwóch pozostałych przy życiu członków zespołu The Beatles, Paul McCartney i Ringo Starr, a także: Yusuf Islam, Don Preston, Jim Keltner, Albert Lee, David Hood, Van Dyke Parks, Tom McGuinness, Rob Townsend, Mike d'Abo, Mike Hugg, Joe Walsh, Grant Geissman, Dr. John.
Miał wystawy prac plastycznych m.in. w Londynie, Sztokholmie, Berlinie, Tokio, Los Angeles, Chicago, Madrycie, Liverpoolu.
W 2003 ukazała się biografia Klausa Voormanna Warum spielst du Imagine nicht auf dem weißen Klavier, John?.
Mieszka z żoną Christiną w okolicach Monachium.

## Współpraca z The Beatles

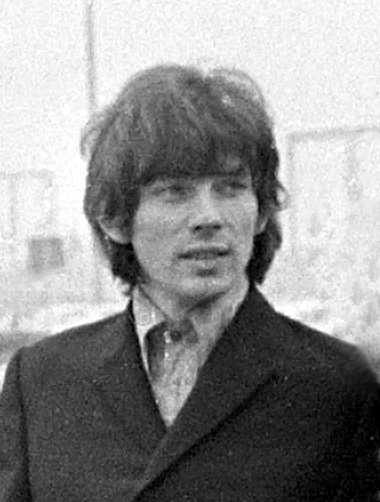
Klaus Voormann w latach 60.

Na początku lat 60. Voormann mieszkał w Hamburgu. Podczas koncertu w klubie Kaiserkeller usłyszał pierwszy raz, nieznanych wtedy, The Beatles i zaprzyjaźnił się z członkami zespołu. Niedługo potem pojechał do Londynu i zamieszkał z George’em Harrisonem i Ringo Starrem. W 1965 zaprojektował okładkę albumu „Revolver”, za którą otrzymał nagrodę Grammy. Później projektował także okładki do solowych projektów Harrisona i Starra.
Voormann brał udział jako basista w solowych projektach trzech byłych Beatlesów w 1. połowie lat 70. – Johna Lennona: John Lennon/Plastic Ono Band (1970), Imagine (1971), Some Time in New York City (1972), Walls and Bridges (1974) i Rock’n’ Roll (1975); George Harrisona: All Things Must Pass (1970), Living in the Material World (1973), Dark Horse (1974) i Extra Texture (Read All About It) (1975) oraz Ringo Starra: Ringo (1973), Goodnight Vienna (1974) i Ringo's Rotogravure (1976).
W latach 90. zaprojektował oprawę graficzną albumów The Beatles Anthology.